# کوارتز (لایه گرافیکی)
کوارتز (به انگلیسی: Quartz) به طور خاص به یک جفت از فناوری‌های مک‌اواس اشاره دارد، که هر کدام بخشی از فریمورک Core Graphics هستند: Quartz 2D و Quartz Compositor. این فناوری شامل یک رندر کنندهٔ دو بعدی در Core Graphics و یک موتور ترکیب که دستورات را به کارت گرافیک ارسال می‌کند، است. به دلیل وجود این vertical nature]]، Quartz]] معمولاً مترادف Core Graphics در نظر گرفته می‌شود.
به طور عام تر، لفظ Quartz یا Quartz technologies می‌تواند به هر بخشی از مدل گرافیکی OS X اشاره کند، از لایهٔ رندر کردن گرفته تا لایهٔ کامپزیتور. در این است، این لفظ Core Image و Core Video را نیز پوشش می‌دهد، زیرا این واژه به طیف گسترده‌ای از فناوری‌های گرافیکی که توسط سیب ارائه شده‌اند، اعمال می‌شود:
- Quartz 2D
- Quartz Extreme
- QuartzGL
- Quartz 2D Extreme
- Quartz Compositor
- Quartz Core Framework
- Quartz Display Services
- Quartz Event Services
- Quartz Framework

## کوارتز دوبعدی و کوارتز کامپوزیتور
کوارتز دوبعدی (Quartz 2D) یک کتابخانهٔ رند متن و گرافیک دو بعدی اصلی است. این کتابخانه مستقیماً آکوا را توسط گرافیک دو بعدی، به منظور ایجاد واسط کاربری پشتیبانی می‌کند، که شامل on-the-fly rendering و ضد پلگی است. Quartz می‌تواند نوشته را با استفاده از Sub-pixel-precision رندر نماید. گرافیک بیشتر محدود به ضد پلگی معمول و متداول می‌شود، که حالت پیشفرض عملیات است، اما می‌تواند خاموش گردد. در Mac OS X v10.۴، اپل Quartz 2D Extreme را معرفی کرد که به Quartz 2D اجازه می‌داد تا از GPUهای پشتیبانی شده استفاده نماید. در Mac OS X v10.۴، نرم‌افزار Quartz 2D Extreme به صورت پیش فرض فعال نبود. زیرا ممکن بود موجب مشکلات از نو ترسیم شدن ویدئوها یا kernel panics شود. در Mac OS X v10.۵ نرم‌افزار Quartz 2D Extreme به QuartzGL تغییر نام داد. گر چه که این برنامه هم چنان به صورت پیش فرض غیرفعال بود، زیرا هنوز در برخی مواقع موجب تنزل عملکرد یا glitch های بصری می‌شد. QuartzGL قابل تنظیم برای تک تک برنامه‌ها است؛ به این معنا که اگر توسعه دهنده بخواهد، می‌تواند آن را برای برنامهٔ مورد نظرش فعال سازد.
کوارتز کامپوزیتور (Quartz Compositor) یک موتور composition است که Quartz 2D سایر رندر کنندگان از جمله اوپن‌جی‌ال, Core Image و کوئیک‌تایم، از آن استفاده می‌کنند. در Mac OS X v10.۲ و سیستم عامل‌های بعد از آن، Quartz Compositor از پردازنده‌های (GPU) کارت‌های گرافیک پیشتیبانی شده استفاده می‌کند که بسیار موجب بهبود عمل کرد composition می‌شود. این فناوری با نام Quartz Extreme شناخته می‌شود و به صورت خودکار روی سیستم‌هایی که دارای کارت گرافیک‌هایی هستند که پشتیبانی می‌شوند، فعال می‌گردد.

## استفاده از PDF
به طور گسترده و اغلب توسط افرادی که فناوری Display PostScript را (که در نکست‌استپ (به انگلیسی: NeXTSTEP) و اپن استپ (به انگلیسی: OPENSTEP) استفاده شد، که Mac OS X از نسل آن‌ها است) با Quartz مقایسه می‌کنند، اظهار شده است که Quartz در درون خود از PDF استفاده می‌کند (به ویژه توسط اپل در اسناد اوایل توسعهٔ Quartz). مدل تصویربرداری داخلی Quartz به خوبی در ارتباط با object graph PDF است، که موجب آسان شدن خروجی PDF برای چند دستگاه مختلف می‌شود.